# آیزایا کوردینیر
آیزایا کوردینیر (انگلیسی: Isaïa Cordinier؛ زادهٔ ۲۸ نوامبر ۱۹۹۶) بازیکن بسکتبال اهل فرانسه است.